# HMS Maidstone (1795)
Pour les autres navires du même nom, voir HMS Maidstone.
Le HMS Maidstone est une frégate de cinquième rang de 32 canons en service dans la Royal Navy de 1795 à 1810.

## Histoire

### Construction
Construite en sapin, la frégate Maidstone est lancée le 12 décembre 1795 aux chantiers de Deptford.

### Incident avec laConstitution
La nuit du 6 septembre, alors qu'elle patrouille au large du rocher de Gibraltar durant la guerre de Tripoli, la Maidstone entend un navire la saluer et s'identifier comme étant la frégate USS Constitution des États-Unis. Ne l'ayant pas entendue approcher, ses canons ne sont pas prêts pour la réponse adéquate, et elle la salue en retour. La Constitution réitère son salut et se met aux postes de combat, se rapprochant. Son capitaine, Edward Preble, perd patience et déclare « Je vais saluer pour la dernière fois. Si je ne reçois pas une réponse satisfaisante, je vous envoie un boulet ». La Maidstone répond « Si vous m'envoyez un boulet, je vous envoie une bordée ». Preble demande à nouveau le nom du navire inconnu et reçoit pour réponse, « Ceci est le HMS Donegal, 84 canons, Sir Richard Strachan, commodore anglais » ainsi que l'ordre d'« envoyer une chaloupe à son bord ». Preble, à bout de nerfs, s'exclame, « Ceci est l'USS Constitution, 44 canons, Edward Preble, un commodore américain qui sera damné avant d'envoyer une quelconque chaloupe à votre bord », et prépare son équipage à faire feu. Avant que l'incident ne dégénère, la Maidstone envoie une chaloupe et un lieutenant britannique relaye les excuses de son capitaine, expliquant que le navire n'est pas le Donegal mais le Maidstone, qui, surpris, n'a pas eu le temps de préparer ses canons pour une réponse adéquate.

### Destin
La Maidstone est démolie en août 1810 aux chantiers de Dockyard.